# Ruth Neto
Maria Ruth da Silva "Chela" Neto (Luanda, 22 de agosto de 1936) é uma enfermeira, política, militante feminista e pelos direitos das mulheres e ativista pan-africanista e anticolonial angolana.
É principalmente reconhecida por ter sido uma das líderes mais notórias da Organização da Mulher Angolana (OMA) e da Federação Democrática Internacional das Mulheres (WIDF), além de uma das mais importantes figuras do Movimento Popular de Libertação de Angola (MPLA) e de Angola no século XX e início do século XXI, sendo considerada um dos nomes intelectuais máximos da Organização Pan-Africana das Mulheres (OPM/PAWO) e do feminismo socialista. É reconhecida com inúmeras honrarias.

## Biografia
Ruth Neto nasceu em 22 de agosto de 1936 em Luanda, quando Angola ainda era uma colônia portuguesa. Seu pai era Agostinho Pedro Neto, um ministro metodista e professor, e sua mãe, Maria da Silva Neto, também professora. Ruth Neto era a irmã mais nova de António Agostinho Neto, que se tornaria o primeiro presidente de Angola independente. Além de António Agostinho Neto, tinha como irmãos Irene Agostinho Neto Cardoso de Figueiredo e José Agostinho Neto.
Ruth Neto foi educada inicialmente na Escola da Missão Metodista em Luanda, junto com sua prima, Deolinda Rodrigues. Em 1956, Ruth Neto recebeu uma bolsa para estudar em Portugal, no Seminário Torre d'Aguilha, em Carcavelos.
Após a prisão de seu irmão António Agostinho Neto por suas atividades anticoloniais como presidente do MPLA, um grande número de estudantes angolanos que estudavam em Portugal em Carcavelos e Lumiar reuniram-se num protesto, organizado por Ruth, no Aeroporto Humberto Delgado, em dezembro de 1960. A ameaça de prisão pela Polícia Internacional e de Defesa do Estado (PIDE) em Portugal fez o Conselho Mundial de Igrejas e o Serviço Ecumênico de Ajuda Mútua La Cimade organizar a retirada dos estudantes, dentre eles Ruth, naquele mesmo mês em 1960.
Ruth Neto e seu noivo Desidério da Graça Veríssimo e Costa conseguiram escapar para Lüdenscheid, na Alemanha Ocidental, onde encontrou trabalho como operária em uma fábrica. Em 1961, recebeu uma carta de Maria Helena Trovoada, que mais tarde se tornaria a primeira-dama de São Tomé e Príncipe, instando-a a utilizar seu tempo na Alemanha para localizar e participar das próximas conferências e redes de organizações internacionais de mulheres nas quais as mulheres angolanas pudessem participar. Informada de que a PIDE havia a localizado, Ruth Neto e seu noivo mudaram-se para Francoforte do Meno, justamente onde o MPLA tinha uma das sedes no exílio desde 1957. Nesta cidade, protegida pelo MPLA, pôde cursar enfermagem pela Universidade Johann Wolfgang Goethe de Francoforte, em seguida especializando-se em análise clínica pela Universidade de Freiburgo.
No início de 1968, António Agostinho Neto a encontrou em Viena, Áustria, levando-a, com sua família, para Dar es Salã, na Tanzânia, onde trabalhou no escritório do MPLA com Marga Holness e Maria Eugénia Neto. Passou a envolver-se no trabalho da Organização da Mulher Angolana (OMA), que tinha sido criada em dezembro de 1962 pelo MPLA com vistas a alargar o trabalho do partido às zonas rurais. Como a maioria das mulheres vivia no campo, a organização mobilizou mulheres camponesas através de seminários centrados na construção de cooperação e competências práticas, tais como campanhas de alfabetização, cuidados de saúde e higiene, educação política e de puericultura, e aulas de costura.
Em 1971, na Tanzânia, Ruth Neto encontrou-se com membros do Comitê Unificado de Chicago e Toronto para a Libertação de Angola, Moçambique e Guiné-Bissau, na busca de fortalecer os laços entre a OMA e outros grupos internacionais de mulheres. Entre 1972 e 1974, apesar de viver no estrangeiro, Ruth Neto tornou-se a Coordenadora Nacional da OMA. Foi a responsável por transferir o escritório da OMA para a subsede do MPLA na Zâmbia, no intuito de alargar a atuação da organização na região fronteiriça com Angola. Ruth Neto passou a assessorar diretamente António Agostinho Neto em 1974, entregando as funções na OMA para Inga Van-Dúnem, mudando-se com sua família para Angola em 1975 participando das lutas finais pela independência de Angola. Por sua participação nos combates ganhou o nome de guerra "Chela Neto", em alusão à grandiosa Serra da Chela.
Ruth Neto tornou-se uma das coordenadoras nacionais da OMA em 1976, esforçando-se para manter a base da organização mobilizada, integrando-a à Federação Democrática Internacional das Mulheres (WIDF). Tornou-se, inclusive, vice-presidente do Bureau da WIDF. Numa viagem à Suécia encontrou-se com as ativistas da Associação Sueca das Mulheres de Esquerda (SKV). As ativistas da SKV forneceram roupas de cama e máquinas de costura, arrecadaram fundos para a OMA e enviaram pacotes de cuidados que incluíam roupas usadas, que poderiam ser doadas a necessitados ou vendidas.
Entre os muitos programas que promoveu dentro da OMA estavam iniciativas para organizar trabalhadoras e ensinar-lhes processos de autoajuda para lutar pela igualdade salarial entre homens e mulheres e entre pessoas pretas e brancas. Organizou programas para combater o analfabetismo adulto, problemas de distribuição de alimentos e água, além de realizar cursos sobre novos métodos de agricultura e higiene. Durante o Congresso do MPLA de 1977, Ruth Neto foi uma das três mulheres, incluindo Maria Mambo Café e Rodeth Gil, eleitas para servir no Comitê Central. Foi indicada a representar o MPLA, junto com Maria Eugénia Neto, em uma visita à União Soviética no ano seguinte.
Em 1978 Ruth Neto passa a ser novamente a Coordenadora Nacional da OMA. Por sua iniciativa a OMA estabeleceu, em 1979, a Creche Nadejda Krupskaia em Luanda para fornecer cuidados infantis para crianças e órfãos de guerra e dedicou atenção especial ao bem-estar das crianças. Pôs a OMA para apoiar o Ministério da Saúde para construir e reabilitar centros de parto e de cuidados com a saúde infantil. Sob sua liderança a OMA organizou a campanha de eliminação da poligamia e do sistema de dote, e pressionou por emendas ao Código da Família para igualar os direitos de homens e mulheres dentro das famílias e outras legislações para eliminar as desigualdades dos direitos das mulheres no local de trabalho e na sociedade em geral.
Em março de 1981, ela se encontrou em Argel com Fatma-Zohra Djeghroud, a chefe da União Nacional das Mulheres Argelinas, para coordenar as lutas nacionalistas e feministas africanas a serem apresentadas no Congresso de 1981 da WIDF a ser realizado em Praga, na Checoslováquia.
No Congresso da OMA, realizado entre 2 e 8 de março de 1983, a organização foi reestruturada e Ruth Neto passou a ser a Secretária-Geral, continuando assim na chefia máxima. Foi a chefe da delegação angolana que compareceu ao Décimo Congresso do Partido Comunista Português em dezembro de 1983. Falando no congresso, ela enfatizou a necessidade de Angola se desenvolver como uma nação socialista. Ela protestou contra o envolvimento de tropas sul-africanas na Guerra Civil Angolana e reiterou que as tropas cubanas não se retirariam até que a agressão sul-africana terminasse. Viajou para Londres, em 1984, para participar de um protesto denunciando a intervenção sul-africana em Angola e o apoio dos Estados Unidos às suas ações.
Em 1985 Ruth Neto, Mambo Café e Irene Neto Cardoso foram eleitas para o Comitê Central do MPLA. Naquele ano, Ruth Neto, a presidente da WIDF, Freda Brown, e as mulheres representantes da Nicarágua e da União Soviética foram agraciadas por Fidel Castro com a Ordem Ana Betancourt, a mais alta distinção de Cuba para mulheres. Ruth Neto foi eleita para suceder Fathia Bettahar da Argélia como Secretária-Geral da Organização Pan-Africana das Mulheres (OPM/PAWO) em 1986.
No Congresso da OMA, realizado em março de 1988, ela foi reeleita Secretária-Geral. Durante o Congresso de 1990 do MLPA, Ruth Neto repreendeu o presidente José Eduardo dos Santos, que sucedeu seu irmão em 1979, pela falta de mulheres em sua administração. Ela observou que apenas 59 dos 700 delegados do Congresso eram mulheres, apenas uma mulher serviu no Bureau Político e o Comitê Central tinha apenas seis mulheres membros. Os seus comentários foram recebidos por uma "tempestade de aplausos" dos participantes e uma declaração de Dos Santos para encorajar os delegados a elegerem mais mulheres. Cabe destacar que Ruth Neto era uma das figuras políticas centrais da geração de António Agostinho Neto que resistiu às "purgas eduardianas".
Ruth Neto deixou o cargo de Secretária-Geral da PAWO em 1997 e foi sucedida por Assetou Koité do Senegal. Após mais uma reeleição na chefia da OMA em 1993, foi sucedida por Inga Van-Dúnem como Secretária-Geral da OMA em 1999, e, até 2008, serviu como Secretária de Relações Exteriores da OMA.
Nas eleições de 2012 foi inscrita e eleita nas listas do MPLA para a Assembleia Nacional, permanecendo em mandato parlamentar até 2017. Em 2016 anunciou que iria afastar-se da vida pública, por questões de saúde, ao fim do mandato parlamentar, que ocorreu em 2017.
Em 2014, Ruth Neto foi galardoada como Grande Companheira na Ordem dos Companheiros de O. R. Tambo da África do Sul por "sua excelente contribuição para a luta pela libertação da África Austral" e pelo "empoderamento das mulheres africanas". Junto com o primeiro presidente da Namíbia, Sam Nujoma, Ruth Neto recebeu os Prêmios Filho e Filha da África para a Promoção da Paz e Segurança na África em 2015 da União Africana.
Em 2017, junto com Jeanne Martin Cissé, Fathia Bettahar e Assetou Koité, Ruth Neto passou a ter seu retrato exibido ao lado de retratos de chefes de estado de nações africanas na sede da União Africana em Adis Abeba, Etiópia.

## Vida Pessoal
Foi casada até 1978 com Desidério da Graça Veríssimo e Costa (Desy Costa), com quem teve a filha Ginga Neto e Costa de Almeida - nascida em Francoforte, professora e desportista equestre.